# تحقيق ابتدائي
التحقيق الإبتدائي مصطلح يدل على المرحلة الأولى في تحقيق النصوص القديمة من جميع النسخ المختلفة للمؤلف المخطوط، ومعرفة تاريخها، ومقابلتها وذكر الاختلاف بينها، واختيار الأقرب منها للصواب حتى يكون أساسًا للتحقيق النهائي وهو التصويب والتكملة والتعليق.